# 泉小次郎親衡館
泉小次郎親衡館（いずみこじろうちかひらやかた）、または中和田城（なかわだじょう）は、神奈川県横浜市泉区和泉中央南の泉中央公園にあった日本の城。1213年（建暦3年）に起きた北条義時打倒未遂事件（泉親衡の乱）の首謀者・泉親衡の居館とする伝承がある。「泉小次郎伝承地」の名称で横浜市登録地域史跡に登録されている。

## 概要

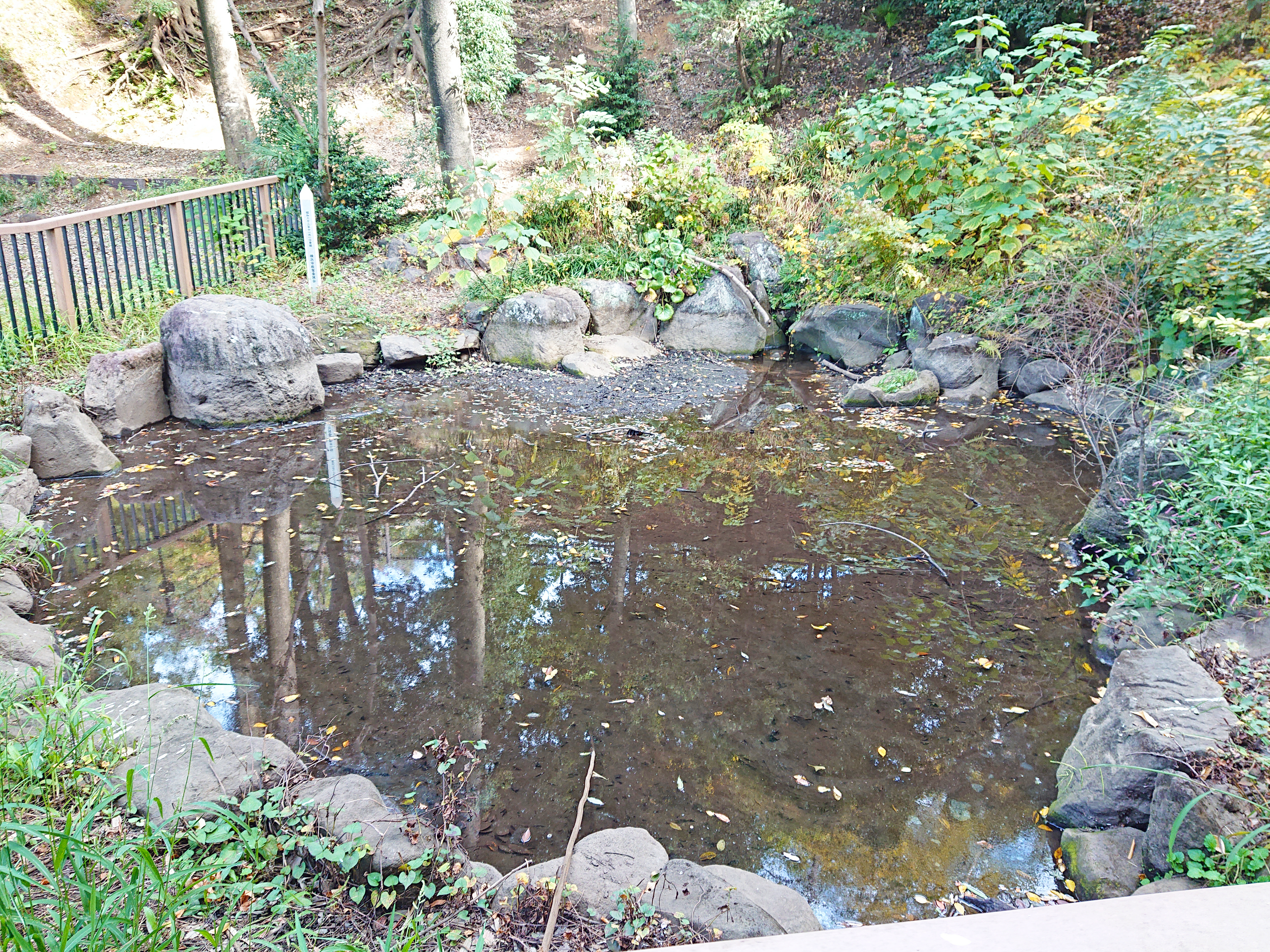
小次郎馬洗いの池。

相模鉄道いずみ野線いずみ中央駅の南東、横浜市泉区内を流れる和泉川左岸に面した台地に築かれている。
城跡は南北400メートル、東西200メートルを測り、曲輪と見られる平坦地は現在「泉中央公園」となっている。公園南端には東西に走る高さ1メートルほどの土塁と空堀が残り、公園東端の発掘調査では、埋没しているV字に掘られた空堀が見つかっている。
信濃国を本拠地とする御家人・泉親衡の関東での居館と伝わり、周辺には親衡が京都祇園社の牛頭天王を勧請したとされる須賀神社や、親衡の道場だったとされる長福寺など、親衡に関する伝承地が複数ある。また泉中央公園内の池は「泉小次郎馬洗の池」と呼ばれ、古くから雨乞いに使われていたという。
「泉小次郎伝承地」として、1988年（昭和63年）に横浜市地域史跡に登録された。
ただし馬洗の池から出土した板碑には、建武4年（1337年）銘や延文6年（1361年）銘のものがあることから、泉親衡の乱の時代（1213年）とは100年以上離れた南北朝時代の城郭である可能性もある。